# Oshiro Takeuchi
Oshiro Carlos Takeuchi Bambaren (Callao, Perú, 23 de septiembre de 1994) es un futbolista peruano. Juega como Delantero - Extremo izquierdo y su equipo actual es Los Chankas de la Liga1 de Perú. 

## Trayectoria
Oshiro Takeuchi tuvo una breve etapa en el León de Huánuco, equipo con el que destacó en el fútbol peruano. Aunque su paso no marcó un debut inicial en su carrera, Takeuchi formó parte del club en una etapa competitiva. Durante su tiempo en el equipo, León de Huánuco fue reconocido por su participación en ligas nacionales y por haberse consolidado como uno de los equipos representativos de la región. 
En el 2016 tuvo un paso destacado por Juan Aurich, un club al que regresó después de una temporada en el León de Huánuco. quien se unió al equipo en busca de mayor protagonismo en la ofensiva del 'Ciclón del Norte', aunque su club pasó por un proceso de reestructuración con la llegada de un nuevo entrenador.
La habilidad y potencial de Takeuchi se destacaron especialmente en partidos contra equipos grandes, como cuando anotó en un emocionante partido contra Universitario de Deportes en el Estadio Monumental.
En el 2017, jugó en la Academia Deportiva Cantolao, donde formó parte del equipo durante dos temporadas. Su paso por el club incluyó partidos en la Primera División del fútbol peruano, mostrando sus habilidades en el ataque, siendo un jugador clave para la escuadra y siendo un punto clave en su carrera, consolidándolo en el fútbol peruano antes de continuar en otras instituciones.
En el 2019, fue parte del equipo Sport Huancayo como mediocampista, disputando 15 partidos en la Primera División del fútbol peruano. Aunque su estadística de goles fue baja, con solo 3 goles, contribuyó con su presencia y experiencia en el mediocampo.
Durante el 2020, ficho por Atlético Grau donde se consolidó como mediocampista. En este club, participó activamente en la Primera División del fútbol peruano, ayudando al equipo a mantenerse competitivo. Su paso por Atlético Grau le permitió ganar más visibilidad en la liga peruana.
En la temporada 2021. Durante su paso por el club Cienciano, Takeuchi tuvo un papel en la mediacancha, aunque su presencia no fue destacada en términos de goles o grandes estadísticas. En ese año, Cienciano no obtuvo títulos mayores, pero continuó siendo un equipo competitivo en la liga peruana.
En su paso por Carlos Stein , Oshiro Takeuchi fue parte del equipo en la temporada 2022 , donde su rendimiento fue notable en la ofensiva del equipo. En un partido clave de la  Liga 1, Takeuchi anotó un gol importante frente a Alianza Lima, en un enfrentamiento que terminó en empate 1-1. Este gol fue clave para mantener las aspiraciones del equipo en la liga, destacando su capacidad para influir en el marcador en partidos importantes.
En el 2023 fichó por Club Deportivo Los Chankas siendo una pieza importante en el equipo que logró ascender a la  Liga 1 del fútbol peruano. Durante la final del Torneo de Ascenso, Club Deportivo Los Chankas, dirigidos por Juan Carlos Bazalar, se enfrentaron a Alianza Universidad. En este crucial partido, Takeuchi contribuyó con un gol importante en la victoria por 3-2 en los penales tras un empate 2-2 en tiempo regular, lo que aseguró el ascenso.
Este ascenso a la Liga 1 en 2024 marca un hito en la historia del club, donde Oshiro Takeuchi  ha sido parte de la plantilla, contribuyendo con su experiencia al equipo. A lo largo de la primera parte del torneo Apertura, Takeuchi ha jugado en varios partidos y anotado goles. Durante el Apertura, se destacaron victorias como la de 2-0 contra ADT  y el triunfo 2-0 sobre Sport Boys. En la Clausura, ha mantenido su rol en el mediocampo, siendo fundamental tanto en la creación de jugadas como en el equilibrio defensivo y ofensivo del equipo. 
Finalmente, gracias a su rendimiento constante y su experiencia renovó su contrato con Los Chankas para la temporada 2025 , asegurando su continuidad en el club mientras busca mantener la competitividad del equipo en la élite del fútbol peruano 

## Clubes
| Club            | País | Año         |
| --------------- | ---- | ----------- |
| León de Huánuco | Perú | 2015        |
| Juan Aurich     | Perú | 2016        |
| AD Cantolao     | Perú | 2017 - 2018 |
| Sport Huancayo  | Perú | 2019        |
| Atlético Grau   | Perú | 2020        |
| Cienciano       | Perú | 2021        |
| Carlos Stein    | Perú | 2022        |
| Los Chankas CYC | Perú | 2023 - Act. |

## Palmarés
| Título                        | Club                       | País | Año  |
| ----------------------------- | -------------------------- | ---- | ---- |
| Ascenso a la Liga 1 2024 (2°) | Club Deportivo Los Chankas | Perú | 2023 |